# Bakoven
Bakoven es un pequeño suburbio residencial de Ciudad del Cabo. Está ubicado en la costa oeste de la península del Cabo, en el suroeste de Camps Bay. Bakoven tiene dos playas populares, Beta Beach y Oudekraal, que fueron un antiguo asentamiento del pueblo Khoi San allí, el pueblo original del Cabo.

## Toponimia
El nombre del suburbio es de origen neerlandés y deriva de "Baking oven" (horno de cocción), posiblemente por una roca en alta mar de esa forma.

## Demografía
Según el censo de 2011, había 2,209 personas residiendo en Bakoven. La densidad de población era de 1,600 hab./km². De los 2,209 habitantes, Bakoven estaba compuesto por el 82.63% blancos, el 15.75% eran negros, el 3.39% eran coloureds, el 2.22% eran asiáticos y el 1.13% pertenecían a otras razas.